# Dobrzejewice (gmina)
Dobrzejewice (od 6 X 1973 gmina Obrowo) – dawna gmina wiejska istniejąca do 1954 roku oraz przejściowo w 1973 roku w woj. warszawskim, pomorskim i bydgoskim. Siedzibą władz gminy były Dobrzejewice.
W okresie międzywojennym gmina Dobrzejewice należała do powiatu lipnowskiego w woj. warszawskim. Była to gmina o ekstremalnie peryferyjnym położeniu, w sąsiedztwie Torunia (siedziby woj. pomorskiego) i z dala od stolicy województwa – Warszawy. 1 kwietnia 1938 roku gminę wraz z całym powiatem lipnowskim przeniesiono jednak do woj. pomorskiego.
Po wojnie gmina weszła w skład terytorialnie zmienionego woj. pomorskiego, przemianowanego 6 lipca 1950 roku na woj. bydgoskie. Według stanu z 1 lipca 1952 roku gmina składała się z 13 gromad.
Gmina została zniesiona 29 września 1954 roku wraz z reformą wprowadzającą gromady w miejsce gmin.
Gminę Dobrzejewice reaktywowano 1 stycznia 1973 roku, tym razem w powiecie toruńskim, w woj. bydgoskim. W jej skład weszły sołectwa Dobrzejewice, Kawęczyn, Kazimierzewo, Kuźniczki, Łążyn, Łążynek, Obrowo, Skrzypkowo, Zawały, Zębowo, Zębowiec, Brzozówka, Głogowo, Szembekowo, Dzikowo, Łęg Osiek, Obory, Osiek, Sąsieczno, Silno, Smogorzewiec i Stajenczynki.
Jednostka została zniesiona 6 października 1973 i po przeniesieniu siedziby gminy z Dobrzejowic do Obrowa przekształcona w gminę Obrowo.
| Data                    | Gmina A               | Gmina B            |
| ----------------------- | --------------------- | ------------------ |
| 17 I 1867               | gmina Osiek nad Wisłą | gmina Dobrzejewice |
| 20 II 1868              | gmina Obrowo          | gmina Dobrzejewice |
| 8 IV 1929 (do 4 X 1954) | gmina Czernikowo      | gmina Dobrzejewice |
| 1 I 1973                | gmina Czernikowo      | gmina Dobrzejewice |
| 6 X 1973                | gmina Czernikowo      | gmina Obrowo       |